# Érd-tétényi plató
Érd-tétényi plató este o arie protejată (arie specială de conservare — SAC, sit de importanță comunitară — SCI) din Ungaria întinsă pe o suprafață de 1.164,85 ha, integral pe uscat.

## Localizare
Centrul sitului Érd-tétényi plató este situat la coordonatele 47°26′07″N 18°51′11″E / 47.435278°N 18.853056°E.

## Înființare
Situl Érd-tétényi plató a fost declarat sit de importanță comunitară în mai 2004 pentru a proteja 5 specii de plante și 10 specii de animale. Situl a fost protejat și ca arie specială de conservare în februarie 2010.

## Biodiversitate
Situată în ecoregiunea panonică, aria protejată conține 6 habitate naturale: Pajiști panonice carstice (Stipo-Festucetalia pallentis), Pajiști carstice calcaroase sau bazofile, de Alysso-Sedion albi, Păduri panonice cu Quercus pubescens, Pajiști stepice subpanonice, Păduri panonice-balcanice de stejar turcesc - stejar sesil, Pajiști uscate seminaturale și facies de acoperire cu tufișuri pe substraturi calcaroase (Festuco-Brometalia) (* situri importante pentru orhidee).
La baza desemnării sitului se află mai multe specii protejate:
- plante (5): Colchicum arenarium, Echium russicum, Iris humilis subsp. arenaria, sisinei (Pulsatilla grandis), Seseli leucospermum
- nevertebrate (10): Bolbelasmus unicornis, Carabus hungaricus, croitorul mare al stejarului (Cerambyx cerdo), Chondrosoma fiduciarium, Glyphipterix loricatella, Isophya costata, Lignyoptera fumidaria, rădașcă (Lucanus cervus), croitorul cenușiu al stejarului (Morimus funereus), Stenobothrus eurasius

Pe lângă speciile protejate, pe teritoriul sitului au mai fost identificate 7 specii de plante, 3 specii de păsări, 3 specii de nevertebrate, 3 specii de reptile.